# Chillicothe (Ohio)
Chillicothe jest miastem i siedzibą hrabstwa Ross w stanie Ohio w Stanach Zjednoczonych. Miasto było pierwszą i trzecią stolicą stanu Ohio.
Chillicothe, która jest jedynym miastem w hrabstwie Ross, znajduje się wzdłuż rzeki Scioto. Populacja w spisie ludności 2010 roku była 21 901. Nazwa miasta pochodzi od języka Szaunisi, którzy mieszkali tysiące lat na terytorium przed pierwszym kontaktem z Europejczykami. 